# ممنون، بعدی (آلبوم)
ممنون، بعدی (به انگلیسی: Thank You, Next) پنجمین آلبوم استودیویی خواننده آمریکایی آریانا گرانده می‌باشد که در ۸ فوریه ۲۰۱۹ توسط ریپابلیک رکوردز منتشر شد. پس از منتشر شدن آلبوم استودیویی قبلی خود با نام شیرین کننده (۲۰۱۸) در اکتبر همان سال شروع به کار روی یک آلبوم جدید کرد و با نویسندگان و تهیه‌کنندگانی چون تامی براون، مکس مارتین، ایلیا سلمان زاده و اندرو «پاپ» وانزل همکاری کرد. این آلبوم در میان مسائل شخصی از جمله درگذشت دوست پسر سابق او مک میلر و جدایی وی با نامزدش پیت دیویدسون ایجاد شد.
ترانه «ممنون، بعدی» به‌عنوان تک‌آهنگ اصلی آلبوم در ۳ نوامبر ۲۰۱۸ منتشر شد و در صدر جدول ۱۲ کشور قرار گرفت و به اولین تک آهنگ رتبه یک گرانده در بیلبورد هات ۱۰۰ ایالات متحده تبدیل شد. این ترانه همچنین رکورد بیشترین استریم و پخش در یک روز توسط یک هنرمند زن در اسپاتیفای را شکست.
دومین تک آهنگ آلبوم با نام «۷ حلقه» در ۱۸ ژانویه ۲۰۱۹ منتشر شد و در ۱۵ کشور جهان به رتبه یک رسید و گرانده را به سومین هنرمند زن بعد از ماریا کری و بریتنی اسپیرز کرد که دو یا چند ترانه‌شان را در کمترین زمان یا بلافاصله بعد از انتشار به رتبه یک ۱۰۰ آهنگ داغ بیلبورد می‌رسانند. سومین تک آهنگ «با دوست‌دخترت به هم بزن، حوصلم سررفته» در روز انتشار آلبوم منتشر شد. اولین آهنگ این قطعه از جدول تک آهنگ‌های انگلستان، گرانده را به اولین هنرمند زن تبدیل کرد که جای خود را در جدول شماره یک جدول گرفت و باعث جدا شدن تک آهنگ قبلی خود شد.
از نظر تجاری، این آلبوم در صدر جدول بسیاری از کشورها از جمله استرالیا، اتریش، کانادا، دانمارک، ایرلند، نیوزلند، نروژ، سوئد، انگلستان و ایالات متحده قرار گرفت. در حالت دوم، این آلبوم رکورد بزرگترین هفته جریان برای یک آلبوم آریانا را شکست، و با ۳۶۰٬۰۰۰ واحد معادل آلبوم شروع به کار کرد.
پس از انتشار، ممنون، بعدی تحسین جهانی را از منتقدین موسیقی دریافت کرد، که بسیاری از آنها از انسجام و تولید این آلبوم ستایش می‌کردند. در ۶۲مین دوره جوایز سالانه گرمی نامزد دریافت آلبوم سال و بهترین آلبوم آواز پاپ شد. «ممنون، بعدی» نیز در بین بهترین لیست‌های موسیقی پایان سال و دهه گذشته قرار گرفت که بیلبورد و رولینگ استون آن را به عنوان بهترین آلبوم برتر سال ۲۰۱۹ معرفی کردند.